# Bécasseau à poitrine cendrée
Calidris melanotos
Espèce
Statut de conservation UICN

 LC  : Préoccupation mineure
Le Bécasseau à poitrine cendrée ou Bécasseau tacheté (Calidris melanotos) est une espèce d'assez petits oiseaux limicoles de la famille des Scolopacidae.

## Description
Cet oiseau mesure de 19 à 23 cm de longueur pour une envergure de 42 à 49 cm.

## Répartition
Il niche dans les régions les plus septentrionales de l'Asie (de la Péninsule de Taïmyr jusqu'à la Péninsule tchouktche) et de l'Amérique du Nord (de l'Alaska à la Baie d'Hudson). Il hiverne en Océanie (sud de l'Australie, Tasmanie, Nouvelle-Zélande) et en Amérique du Sud (depuis le sud de la Bolivie, le Paraguay et le nord de l'Argentine, jusqu'au sud de l'Argentine).
Il est occasionnel en Europe (France, etc.), au Spitzberg, à l'île aux Ours, aux Açores, à Madère, en Afrique du Nord et au Moyen-Orient.

## Habitat
Cet oiseau niche dans la toundra qu'elle soit humide ou sèche. En période internuptiale, il fréquente les berges herbeuses des plans d'eau douce et les prairies rases, parfois les lagunes saumâtres. Il évite généralement les vasières littorales.

## Source
- Beaman M. & Madge S. (1999) Guide encyclopédique des oiseaux du Paléarctique occidental. Nathan, Paris, 872 p.
- Taylor D. (2006) Guide des limicoles d'Europe, d'Asie et d'Amérique du Nord. Delachaux & Niestlé, Paris, 224 p.